# ヴィルヘルム・フォン・アンハルト＝デッサウ
ヴィルヘルム・ヴァルデマール・フォン・アンハルト＝デッサウ（Wilhelm Waldemar von Anhalt-Dessau, 1807年5月29日 - 1864年10月8日）は、ドイツの諸侯アンハルト＝デッサウ家の公子。

## 生涯
アンハルト＝デッサウ公世子フリードリヒと、その妻でヘッセン＝ホンブルク方伯フリードリヒ5世の娘アマーリエの間の末息子として生まれた。1832年、デッサウのヨハンニスシュトラーセ（Johannisstraße）に建つパレ・ボ―ゼを1万3500ターラーで購入し、この屋敷はプリンツ・ヴィルヘルム宮殿（Prinz-Wilhelm-Palais）と改称された。屋敷は後に公爵家の蔵書を収める文庫に転用された。
1840年7月9日、宮廷に仕える楽士カール・フリードリヒ・クラウスニッツァーの娘カロリーネ・エミーリエ・クラウスニッツァー（1812年 - 1888年）と貴賤結婚し、妻は1842年にシュトルツェンベルク男爵夫人の爵位を授けられた。ヴィルヘルムはその後、シュトルツェンベルク男爵の偽名でウィーンに移住し、妻とともにヨハン・シュトラウスの取り巻きサークルの一員となった。
1855年、次兄ゲオルクが貴賤結婚でもうけた娘ヘレーネ・フォン・ライナ女伯爵が、シュヴァルツブルク＝ルードルシュタット侯フリードリヒ・ギュンターと結婚することになった際、姪とその配偶者との身分の釣り合いを取るため、ヴィルヘルムがヘレーネを養女にして「アンハルト＝デッサウ公女」の称号を名乗らせる方便が採られた。

## 引用
1. ↑  Sächsische Akademie der Wissenschaften zu Leipzig. Historische Kommission: Jahrbuch für Regionalgeschichte und Landeskunde, Band 17, Teil 2, S. 187, Verlag Hermann Böhlaus Nachfolger, 1990
2. ↑  Österreichische Gesellschaft zur Erforschung des Achtzehnten Jahrhunderts: Das Achtzehnte Jahrhundert und Österreich, Band 12, S. 30, H. Böhlaus, 1989